# 463 Lola
A 463 Lola (ideiglenes jelöléssel 1900 FS) a Naprendszer kisbolygóövében található aszteroida. Maximilian Franz Joseph Cornelius Wolf fedezte fel 1900. október 31-én.